# マーガレット・ブース
マーガレット・ブース（Margaret Booth, 1898年1月14日 - 2002年10月28日）は、アメリカ合衆国カリフォルニア州ロサンゼルス出身の映画編集者。1920年代、1930年代に編集者として活躍し、その後はプロデューサーとしても活躍した。メトロ・ゴールドウィン・メイヤーのチーフだった。俳優のエルマー・ブースの妹。104歳で死去。
1935年の『戦艦バウンティ号の叛乱』でオスカーにノミネート。1978年、それまでの映画界での働きを評して、アカデミー名誉賞が贈られた。

## 主な作品
- 永遠に微笑む Smilin’ Through (1932) 編集
- ホワイト・シスター The White Sister (1933) 編集
- ダンシング・レディ Danging Lady (1933) 編集
- 白い蘭 The Barrett’s of Wimpole Street (1934) 編集
- 無軌道行進曲 Reckless (1935) 編集
- 戦艦バウンティ号の叛乱 Mutiny on the Bounty (1935) 編集
- ロミオとジュリエット Romeo and Juliet (1936) 編集
- 椿姫 Camille (1936) 編集
- スラッガーズ・ワイフ The Slugger's Wife (1985) 製作総指揮